# 键线式

SSRI类抗抑郁药艾司西酞普兰的键线式结构。只有杂原子、碳-碳键和立体化学特征表现出来，所有的碳原子、氢原子和碳-氢键都被省略。

键线式（英語：Skeletal formula），也称骨架式、拓扑式、折线简式，是在纸面表示分子结构的一種方法，在表示有机化合物的立体结构时尤其常用。用键线式表示的结构简明易懂，并且容易书写。

## 规则
在用键线式表示复杂有机化合物的结构时有以下几点规则：
- 画出分子骨架：画出除碳-氢键外的所有化学键。通常所有的氢原子及碳-氢键均省略不画，碳原子用相邻的线的交点表示，一般情况下不用注明。单键用线段表示，双键和三键分别用平行的两条和三条线表示。对碳原子而言，单键和双键之间键角为120°，涉及三键的键角为180°。氢原子数可根据碳为四价的原则而相应地在碳上补充。例如，碳与两个基团相连时，补充两个氢；与三个基团相连时，补充一个氢，等等。
- 如化合物的鍵序不是整數，則可用虛線表示。

3-己烯
1-己烯，属于末端烯烃
3-己炔
1-己炔，属于末端炔烃

- 环形结构用相应边数的多边形来表示。

乙醇的键线式结构。

- 苯的结构可用两种方法表示（右）。左图更准确，但不适于表示多环芳香化合物，也不适用于解释机理；右图虽然只是苯的共振结构之一，但却是较常用的一种表示方法。

- 官能团需要标明。标明时可以缩写（如-CN），也可以不缩写（如-C≡N）。

- 杂原子（非碳、氢原子）不得省略，并且其上连有的氢也一般不省略，见右图的乙醇结构。

### 缩写
- 某些基团或原子通常以特定的字母代替，常用的缩写见下，使用较不常用的缩写时通常会特殊说明：
  - X：卤素原子
  - M：金属或碱金属原子
  - R：烷基、烃基或任何基团
  - Me：甲基
  - Et：乙基
  - n-Pr：正丙基
  - i-Pr：异丙基
  - Bu：丁基
  - i-Bu：异丁基
  - s-Bu：仲丁基
  - t-Bu：叔丁基
  - Pn：戊基
  - Hx：己基
  - Hp：庚基
  - Cy：环己基
  - Ar：任何芳基
  - Bn：苄基
  - Bz：苯甲酰基
  - Ph：苯基
  - Tol：甲苯基
  - Xy：二甲苯基
  - Ac：乙酰基（多用于有机化学）、乙酸根（多用于无机化学）
  - Bs：对溴苯磺酰基
  - Ns：对硝基苯磺酰基
  - Tf：三氟甲磺酰基
  - Ts：对甲苯磺酰基

- 反应物属于对映异构体之一时，需要将其立体化学特征表现出来。
  - 实线代表位于平面上的键
  - 楔形线表示向上伸出纸面，朝向观察者的键
  - 虚线代表向下伸出纸面，远离观察者的键
  - 波形线代表键可以处于上述两种位置之一，即分子为外消旋混合物或键的立体特征不明。
- 氢键用虚线表示。

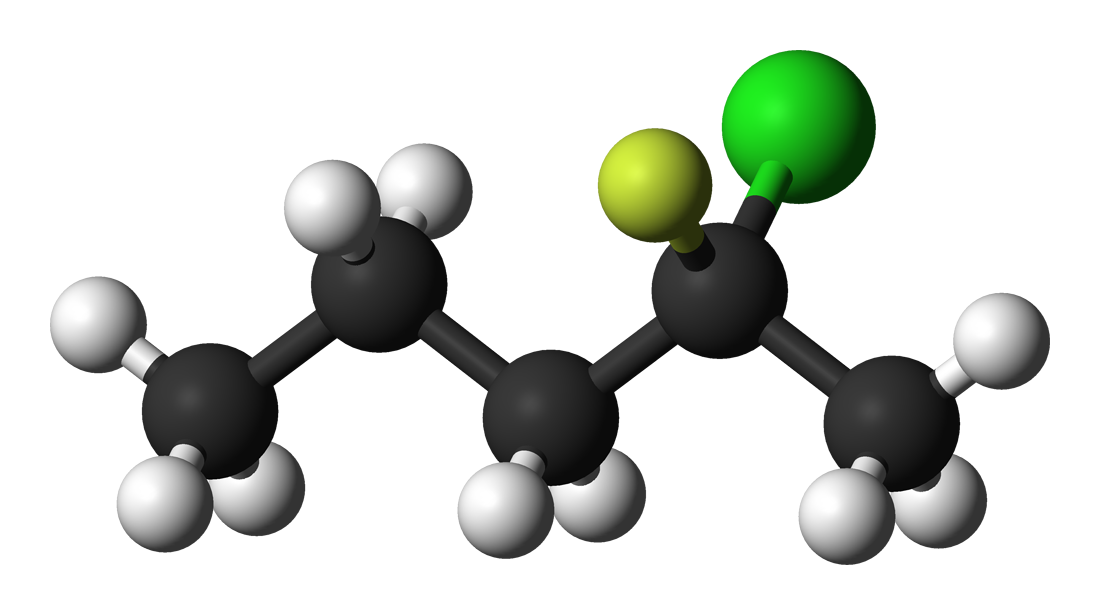
2-氯-2-氟戊烷
2-氯-2-氟戊烷的立体化学键线式
2-氯-2-氟戊烷的其它可能形式
苯丙胺的键线式, 显示了其外消旋性质